# Adolfo Mazzini
Adolfo Mazzini (Macerata, 1º settembre 1909 – Roma, 16 febbraio 2006) è stato un cestista italiano.

## Carriera
Ha vinto lo scudetto nel 1928, nel 1931, nel 1933 e nel 1935 con la Società Ginnastica Roma, squadra nella quale ha militato nel corso degli anni venti e trenta.
Con la Nazionale ha preso parte al primo torneo olimpico della storia a Berlino 1936.

## Palmarès
- Campionato italiano: 4

Ginnastica Roma: 1928, 1931, 1933, 1935